# Lycée Durzy
Le lycée Durzy ou lycée des métiers des sciences et de l'industrie Durzy est un établissement d'enseignement secondaire français de l'académie d'Orléans-Tours situé sur le territoire de la commune de Villemandeur, le département du Loiret et la région Centre.
Comme sept autres lycées du département, le lycée possède le label « lycée des métiers ». Ses effectifs se partagent entre les classes de préparation au baccalauréat et les classes menant au brevet de technicien supérieur (BTS).
L'établissement est l'un des six lycées de l'agglomération montargoise et rives du Loing avec les lycées de Château Blanc, en Forêt, Saint-Louis, lycée Jeannette-Verdier et Le Chesnoy, et l'un des 32 lycées du Loiret.

## Historique
L'établissement a été fondé en 1867 grâce à l'héritage laissé par Philippe-François Durzy (1764-1851), capitaine dans les armées de Napoléon Ier. Il avait légué sa fortune à la ville de Montargis pour créer une école professionnelle pour filles à vocation industrielle.
En 1910, l'école Durzy s'installe au 35 de l'avenue Gaillardin à Montargis.
En 1956, l'école devient un collège technique nationalisé puis un lycée technique en 1961.
À la rentrée scolaire 1993, le lycée Durzy est transféré dans de nouveaux locaux à Villemandeur et s'ouvre aux formations scientifiques générales. Le bâtiment du nouveau lycée est l'œuvre de Claude Costantini et Michel Regembal, deux des architectes du Stade de France. Les locaux de l'avenue Gaillardin sont désormais occupés par le lycée professionnel Jeannette Verdier.
À la rentrée scolaire 2007, le lycée obtient le label lycée des métiers des sciences et de l'industrie.
Évolution des effectifs
Le nombre d'élèves scolarisés dans l'établissement a constamment chuté de 2003 à 2009 jusqu'à la rentrée 2010 où il a amorcé une légère reprise.

## Formations

### Préparation au baccalauréat
Le lycée prépare à deux séries du baccalauréat : scientifique (S) et sciences et technologies de l’industrie et du développement durable (STI2D). Depuis la rentrée 2011, le lycée a ouvert sa première section Economique et sociale (ES).
Plusieurs enseignements optionnels sont proposés, parmi eux, on peut citer l'option Européenne anglais qui est proposée accompagné de l'option sciences de l'ingénieur et l'éducation physique et sportive au travers d'une section rugby à XV.
À la rentrée scolaire 2011, le lycée comptait respectivement 389, 246 et 239 élèves en classes de seconde, première et terminale.
À la rentrée scolaire 2021, le lycée compte désormais 469 élèves de seconde, 447 élèves de première et 406 élèves de terminale.

### Préparation au brevet de technicien supérieur
L'établissement comporte également des classes post-Baccalauréat au travers trois formations de brevet de technicien supérieur (BTS) : conception de produit industriel, électrotechnique, et mécanique et automatismes industriels.
À la rentrée scolaire 2011, le lycée comptait 102 élèves en classes de BTS

## Classements
Depuis 2012, le lycée Durzy se hisse chaque année parmi les meilleurs lycées du département et de la région concernant sa méthodologie d'enseignement. En 2021, d'après l'Internaute, le lycée Durzy est classé 3ème du Loiret parmi les 29 établissements recensés, et se positionne 8ème sur les 121 lycées de la région Centre-Val de Loire.

## Indicateurs de résultats au baccalauréat

### Taux de réussite par série (2012)
| Série | Taux de réussite | Taux attendu (académie) | Taux attendu (France) | Nombre de candidats |
| --- | ---------------- | ----------------------- | --------------------- | ------------------- |
| Toutes | 86               | 81                      | 86                    | 238                 |
| S | 94               | 87                      | 89                    | 134                 |
| STI | 76               | 74                      | 82                    | 104                 |
| Source : Indicateurs de résultats des lycées, ministère français de l'éducation nationale (2012). Note : les indicateurs du ministère permettent d'évaluer les résultats d'un lycée par rapport à ceux d'établissements comparables dans l'académie et sur le plan national, ils tiennent compte des caractéristiques scolaires et sociales des élèves (profession des parents, parcours scolaire, sexe). Les taux attendus sont des valeurs théoriques de succès au baccalauréat calculées en fonction des caractéristiques spécifiques de l'établissement. |                  |                         |                       |                     |

### Taux de réussite en fonction de l'année d'entrée dans l'établissement (2012)
| Classe d'entrée                                                                                   | Taux de réussite | Taux attendu (académie) | Taux attendu (France) | Effectifs |
| ------------------------------------------------------------------------------------------------- | ---------------- | ----------------------- | --------------------- | --------- |
| Seconde                                                                                           | 67               | 67                      | 64                    | 356       |
| Première                                                                                          | 87               | 85                      | 86                    | 318       |
| Source : Indicateurs de résultats des lycées, ministère français de l'éducation nationale (2012). |                  |                         |                       |           |

### Proportion d'élèves bacheliers à la sortie de l'établissement en fonction de leur année d'entrée (2012)
Une proportion de 64 % des élèves entrés au lycée Durzy en classe de seconde ou de première ont obtenu leur baccalauréat en 2012 ; cette proportion augmente à 90 % pour des élèves ayant intégré l'établissement en classe de terminale.
| 2nd, 1ère, Terminale                                                                              | 64 | 73 | 72 |
| Terminale                                                                                         | 90 | 91 | 92 |
| Source : Indicateurs de résultats des lycées, ministère français de l'éducation nationale (2012). |    |    |    |